# بلدة نيوكيرك (ميشيغان)
نيوكيرك (بالإنجليزية: Newkirk Township, Michigan)‏ هي بلدة تقع بولاية ميشيغان في الولايات المتحدة. تبلغ مساحتها 188.6 (كم²)، وترتفع عن سطح البحر 287 م، بلغ عدد سكانها 719 نسمة في عام تعداد الولايات المتحدة 2000 حسب إحصاء مكتب تعداد الولايات المتحدة وتصل الكثافة السكانية فيها 3.8 نسمة/كم2.

## وصلات خارجية
- The US50 - Cities and Towns in Michigan State
- Michigan Cities and Towns, Facts, Map, Flag, Colleges, Government, and More